# Ville Tavio

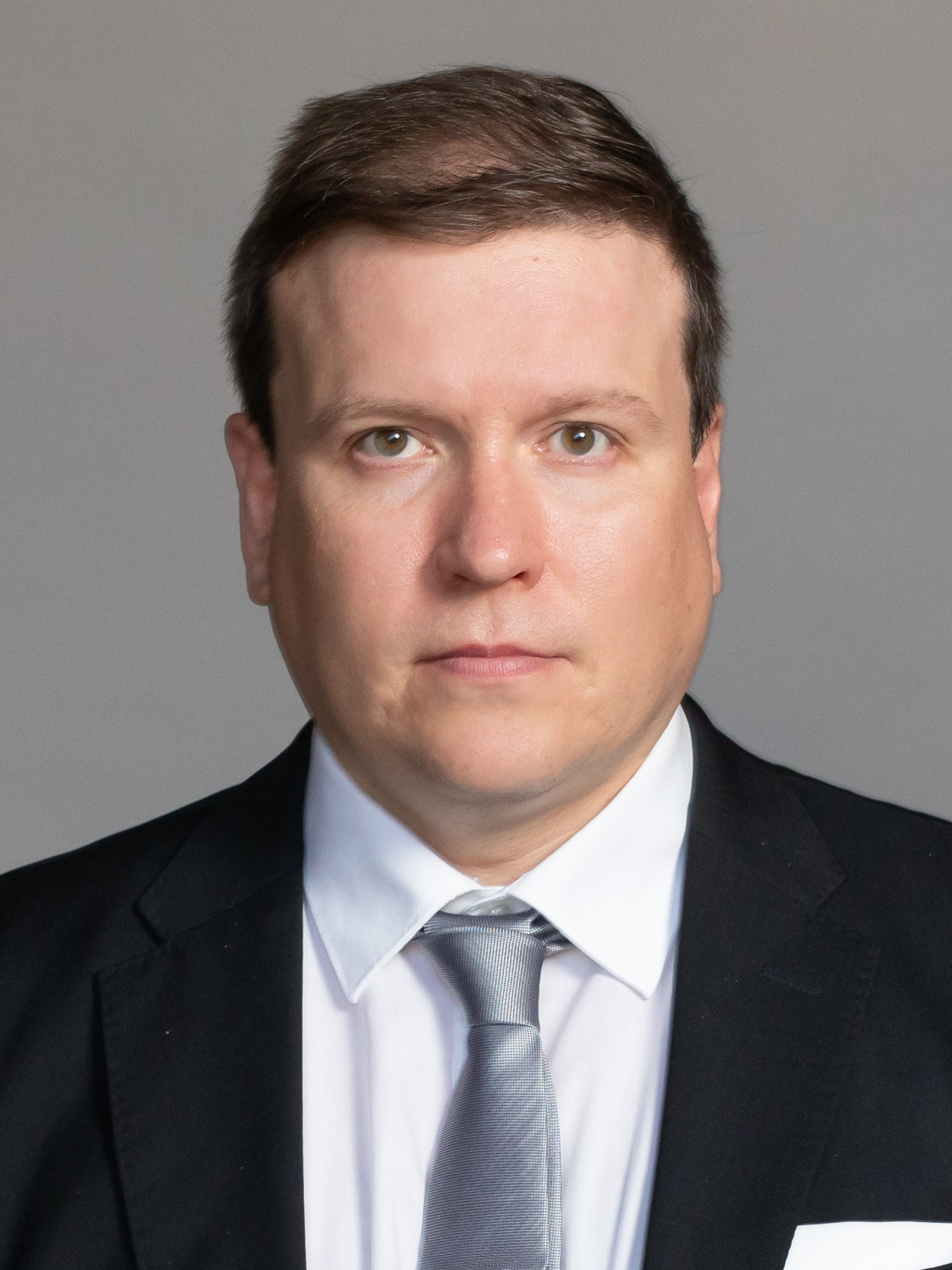
Ville Tavio (2023)

Ville Tapani Tavio (* 25. Juni 1984 in Lappeenranta) ist ein finnischer Politiker der Partei Die Finnen und Mitglied des finnischen Parlaments. Im April 2019 wurde er Vorsitzender der Fraktion seiner Partei. Seit dem 20. Juni 2023 ist er Minister für Entwicklungszusammenarbeit und Außenhandel im Kabinett Orpo.

## Leben
Nach dem Abschluss der Sekundarstufe II schrieb sich Tavio an der Universität Turku ein und erhielt 2012 einen LL.M. Abschluss. Danach war er 2010 Austauschstudent an der Prince of Songkla-Universität in Thailand. 2012 trat er der Perussuomalaiset bei.
Er wurde erstmals bei den Oktober 2012 in den Stadtrat von Turku und bei den April 2015 in das finnische Parlament gewählt. Juni 2023 wurde er zum Minister für Entwicklungszusammenarbeit und Außenhandel im Kabinett Orpo ernannt.